# Pablo Solari
Pablo César Solari (Arizona, 22 marzo 2001) è un calciatore argentino, attaccante dello Spartak Mosca.

## Carriera

### Club
Cresciuto nel settore giovanile del Talleres (C), nel novembre del 2020 viene ceduto in prestito al Colo-Colo fino al 31 gennaio seguente; debutta fra i professionisti il 5 dicembre in occasione dell'incontro di Primera División pareggiato 2-2 contro l'Huachipato.Il 2 febbraio 2021 il prestito viene esteso fino al termine dell'anno solare; poco prima della scadenza viene acquistato a titolo definitivo dalla formazione cilena con cui firma un quadriennale.Fino a quando, il 18 luglio 2022, si trasferisce a Buenos Aires sponda River Plate, che versò 3,775 miliardi di pesos cileni (circa €4,20 milioni) nelle casse del Colo-Colo. Debutterà 4 giorni dopo nel campionato argentino, nel successo per 1-0 contro il Gimnasia La Plata. Il primo gol, invece, arriverà quasi un mese dopo il suo arrivo, il 14 agosto 2022. Fece addirittura doppietta, segnando le reti dell'1-0 e del 2-0 contro il Newell's Old Boys, che infine perderà per 4-1 con un disperato tentativo di rimonta mandato a monte dalle reti del 3-1 e del 4-1, firmate da Pinola e Matìas Suarez.
È soprannominato "El Pibe", ed il suo nome fu scelto dal padre, tifoso del River Plate, in onore di Pablo Aimar.

## Statistiche
Statistiche aggiornate al 24 maggio 2025.

### Presenze e reti nei club
| Stagione           | Squadra            | Campionato         | Campionato | Campionato | Coppe nazionali | Coppe nazionali | Coppe nazionali | Coppe continentali | Coppe continentali | Coppe continentali | Altre coppe | Altre coppe | Altre coppe | Totale | Totale | Totale |
| Stagione           | Squadra            | Comp               | Pres       | Reti       | Comp            | Pres            | Reti            | Comp               | Pres               | Reti               | Comp        | Pres        | Reti        | Pres   | Reti   |        |
| ------------------ | ------------------ | ------------------ | ---------- | ---------- | --------------- | --------------- | --------------- | ------------------ | ------------------ | ------------------ | ----------- | ----------- | ----------- | ------ | ------ | ------ |
| 2020               | Colo-Colo          | A                  | 9          | 1          | CC              | 0               | 0               | CL                 | 0                  | 0                  | SC          | 1           | 0           | 10     | 1      |        |
| 2021               | Colo-Colo          | A                  | 28         | 4          | CC              | 6               | 4               |                    | -                  | -                  |             | -           | -           | 34     | 8      |        |
| gen.-lug. 2022     | Colo-Colo          | A                  | 17         | 5          | CC              | 1               | 0               | CL+CS              | 6+2                | 1+1                | SC          | 1           | 0           | 27     | 7      |        |
| Totale Colo-Colo   | Totale Colo-Colo   | Totale Colo-Colo   | 54         | 10         |                 | 7               | 4               |                    | 8                  | 2                  |             | 2           | 0           | 71     | 16     |        |
| lug.-dic 2022      | River Plate        | PD                 | 17         | 5          | CA+CdL          | 2+0             | 3+0             | CL                 | -                  | -                  |             | -           | -           | 19     | 8      |        |
| 2023               | River Plate        | PD                 | 21         | 5          | CA+CdL          | 2+14            | 0+4             | CL                 | 8                  | 3                  | SA+TCS      | 1+2         | 0+0         | 48     | 12     |        |
| 2024               | River Plate        | PD                 | 22         | 6          | CA+CdL          | 1+10            | 0+3             | CL                 | 9                  | 1                  |             | -           | -           | 42     | 10     |        |
| gen.-feb. 2025     | River Plate        | PD                 | 1          | 0          | CA              | 0               | 0               | CL                 | 0                  | 0                  | Cmc         | 0           | 0           | 1      | 0      |        |
| Totale River Plate | Totale River Plate | Totale River Plate | 71         | 16         |                 | 29              | 10              |                    | 17                 | 4                  |             | 3           | 0           | 120    | 30     |        |
| feb.-giu. 2025     | Spartak Mosca      | PL                 | 11         | 2          | CR              | 4               | 0               |                    | -                  | -                  |             | -           | -           | 15     | 2      |        |
| Totale carriera    | Totale carriera    | Totale carriera    | 136        | 28         |                 | 40              | 14              |                    | 25                 | 6                  |             | 5           | 0           | 206    | 48     |        |

## Palmarès
- Campionato argentino: 1

River Plate: 2023
- Trofeo de Campeones de la Liga Profesional: 1

River Plate: 2023